# Fantaghiro 5
Fantaghiro 5 – włoski telewizyjny film przygodowy fantasy z 1994 roku. Film składa się z dwóch odcinków, jest piątą częścią serii filmowej Fantaghiro oraz bezpośrednią kontynuacją filmu Fantaghiro 4.

## Fabuła
Księżniczka Fantaghiro przenosi się do innego świata w równoległym wymiarze, w którym żyją wyłącznie dzieci. Mieszkańcy tego świata proszą ją o pomoc. Ich postrachem jest Bezimienny – okrutny stwór, który chce zjeść dzieci, gdyż tylko wtedy może stać się człowiekiem. Fantaghiro nie zamierza do tego dopuścić. Co gorsza, Czarna Królowa dybie na jej życie aby odzyskać swoją utraconą moc. 

## Obsada
- Alessandra Martines – Fantaghirò
- Remo Girone – Nameless
- Luca Venantini – Aries
- Ludwig Briand – Masala
- Michaela May – Asteria
- Brigitte Nielsen –  Czarna Królowa
- Ariadna Caldas – Azela
- Joan Fort – Sarsut
- Casar Luis Gonzales – Gurdalak
- Amarilys Nunez Barrioso – matka Masala
- Morgane Slemp – Elina